# Jay Taylor
Cornelius F. Taylor, detto Jay (Aurora, 3 ottobre 1967 – Aurora, 4 luglio 1998), è stato un cestista statunitense, professionista nella NBA e nella CBA.

## Carriera

### High school e college
Dopo quattro anni di high school, nel 1985 va a giocare nella NCAA ad Eastern Illinois; nel suo primo anno tiene medie di 8,1 punti e 2,8 rimbalzi a partita in 22,4 minuti di media a gara. Dopo i 14,7 punti e 5,1 rimbalzi a partita della stagione da sophomore, nella stagione 1987-1988 tiene medie di 20,1 punti e 4,1 rimbalzi, che salgono a 23,4 punti e 5,3 rimbalzi nel suo quarto ed ultimo anno nella squadra dell'ateneo.
In NCAA ha giocato complessivamente 115 partite, con medie di 16,4 punti e 4,3 rimbalzi in 29,3 minuti di media a gara.

### Professionista
Si dichiara eleggibile per il Draft NBA 1989, nel quale non viene selezionato da nessuna squadra; nella stagione 1989-1990 gioca comunque in NBA, con i New Jersey Nets: viene impiegato in 17 partite, nelle quali gioca una media di 6,7 minuti ad incontro con medie di 3 punti, 0,6 rimbalzi, 0,3 assist, 0,3 palle recuperate e 0,2 stoppate a partita; dopo che il suo contratto viene rescisso a stagione in corso, va a chiudere l'annata con i Wichita Falls Texans; milita in questo campionato anche nella stagione 1990-1991, con i Grand Rapids Hoops. Torna a giocare in CBA nella stagione 1992-1993 con i Rochester Renegade, per poi passare sempre nel 1993 agli Oklahoma City Cavalry. Nella stagione 1993-1994 gioca infine con i Rockford Lightning, sempre in CBA.
Nel 1998 è deceduto a causa di un incendio.